# Henryk Rospara

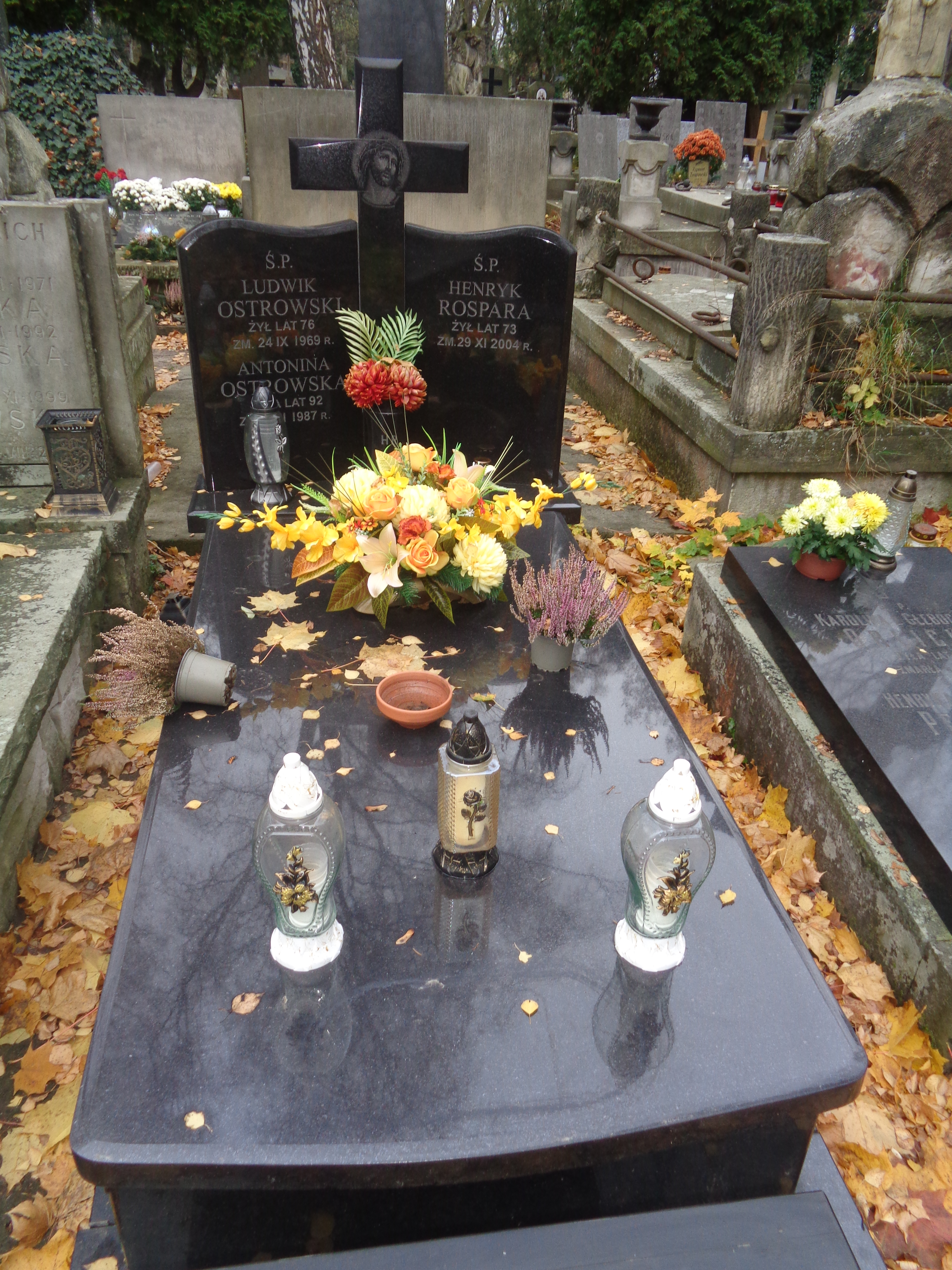
Grób Henryka Rospary na Starych Powązkach

Henryk Rospara (ur. 15 grudnia 1930 w Wólce Mińskiej, zm. 29 listopada 2004) – polski rzemieślnik, poseł na Sejm I kadencji.

## Życiorys
Syn Wacława i Julii. Był absolwentem liceum ogólnokształcącego w Mińsku Mazowieckim. Prowadził własny zakład rzemieślniczy. W 1963 wstąpił do Stronnictwa Demokratycznego, pełnił funkcje wiceprzewodniczącego SD w Kole Rzemiosł Różnych (1964–1968), członka (1966–1969), skarbnika prezydium (1969–1971) i wiceprzewodniczącego prezydium (1972–1978) dzielnicowego komitetu SD Warszawa-Śródmieście, przewodniczącego koła przy spółdzielni „Szczotkarz” w Warszawie (od 1968), członka prezydium stołecznego komitetu (1976–1981) oraz członka Centralnego Komitetu (od 1985). Był członkiem grupy doradczej ds. rzemiosła przy dzielnicowym komitecie SD Warszawa-Śródmieście.
Pełnił funkcję prezesa zarządu Związku Rzemiosła Polskiego. Od 1968 do 1972 był radnym Dzielnicowej Rady Narodowej Warszawa-Śródmieście, a następnie radnym Rady Narodowej miasta stołecznego Warszawy. Sprawował mandat posła I kadencji wybranego z ramienia Chrześcijańskiej Demokracji. Był przewodniczącym Chrześcijańskiej Partii Pracy, przemianowanej następnie na Federację Polskiej Przedsiębiorczości. W 1993 bez powodzenia kandydował do Sejmu z listy Katolickiego Komitetu Wyborczego „Ojczyzna”.
Pochowany na cmentarzu Powązkowskim w Warszawie.